# 乔伊陨石坑
乔伊陨石坑（Joy）是位于月球正面亚平宁山脉东北的一座小撞击坑，其名称取自美国天文学家阿尔弗雷德·哈里逊·乔伊（1882年-1973年），1973年被国际天文学联合会正式接受。

## 描述
该陨坑位于澄海西面凹凸不平的月表上，西北与东北分别毗邻山度士-杜蒙陨石坑和林奈陨石坑，细小的曼纽尔陨石坑和耀西陨石坑位于它的东面，西南则是突出的阿拉托斯陨石坑。乔伊陨石坑的西北和西面分别分布着哈德利山和哈德利月溪，东面绵延着加斯特山脊，往南则横亘了海玛斯山脉。该陨坑中心月面坐标为25°00′N 6°36′E / 25.0°N 6.6°E，直径5.12公里，深约0.88公里。
乔伊陨石坑外观呈圆杯状，边缘略为参差，坑壁最大高出周边区域190米，内部容积约为5.37立方千米。其形态特征隶属于ALC 型（以该类陨石坑的典型代表——卫星坑阿尔巴塔尼环形山 C命名）。
在1973年被国际天文学联合会正式命名前，该陨坑曾被称作卫星坑哈德利 A（即卫星坑标记法：以所靠近的主坑名+字母来命名），但实际上哈德利一名并不是陨石坑的名字，而是指位于乔伊陨石坑西北的哈德利山。

## 另请参阅
- Andersson, L. E.; Whitaker, E. A. . NASA RP-1097. 1982.
- Blue, Jennifer. . USGS. July 25, 2007  [2007-08-05]. （原始内容存档于2019-12-13）.
- Bussey, B.; Spudis, P. . New York: Cambridge University Press. 2004. ISBN 978-0-521-81528-4.
- Cocks, Elijah E.; Cocks, Josiah C. . Tudor Publishers. 1995. ISBN 978-0-936389-27-1.
- McDowell, Jonathan. . Jonathan's Space Report. July 15, 2007  [2007-10-24]. （原始内容存档于2019-06-21）.
- Menzel, D. H.; Minnaert, M.; Levin, B.; Dollfus, A.; Bell, B. . Space Science Reviews. 1971, 12 (2): 136–186. Bibcode:1971SSRv...12..136M. doi:10.1007/BF00171763.
- Moore, Patrick. . Sterling Publishing Co. 2001. ISBN 978-0-304-35469-6.
- Price, Fred W. . Cambridge University Press. 1988. ISBN 978-0-521-33500-3.
- Rükl, Antonín. . Kalmbach Books. 1990. ISBN 978-0-913135-17-4.
- Webb, Rev. T. W.  6th revised. Dover. 1962. ISBN 978-0-486-20917-3.
- Whitaker, Ewen A. . Cambridge University Press. 1999. ISBN 978-0-521-62248-6.
- Wlasuk, Peter T. . Springer. 2000. ISBN 978-1-85233-193-1.